# Grijskruingoudoogboszanger
De grijskruingoudoogboszanger (Phylloscopus tephrocephalus synoniem: Seicercus tephrocephalus) is een zangvogel uit de familie Phylloscopidae.

## Verspreiding en leefgebied
Deze soort komt voor van noordoostelijk India tot noordelijk Vietnam en centraal China.